# Buran 2.03
Il Buran 2.03 era uno degli spazioplani riutilizzabili sovietici del Programma Buran.
Il 2.03 faceva parte della seconda serie di navette, come evidenziato dal '2' nel numero. La costruzione del Buran 2.03 era appena iniziata quando l'intero programma di navette sovietiche venne soppresso. Il poco che era stato costruito venne ben presto smantellato. L'opera di smantellamento si è conclusa nel 1995.
A causa del limitato avanzamento dei lavori, non esistono foto del 2.03, ma doveva essere uguale agli altri spazioplani della seconda serie e molto simile a quelli della prima. Come per il 2.02, al 2.03 non fu mai assegnato un nome.